# Cộng đồng Than Thép châu Âu

Cờ của Cộng đồng Than Thép

Cộng đồng Than Thép châu Âu (European Coal and Steel Community hay viết tắt là ECSC) là một tổ chức hợp tác kinh tế giữa các nước Pháp, Tây Đức, Ý, Bỉ, Luxembourg và Hà Lan được thành lập năm 1952 theo Hiệp ước Paris 1951 nhằm phối hợp quản lý giá cả, sản xuất và điều kiện lao động liên quan đến các tài nguyên than và thép là những đầu vào thiết yếu cho sản xuất vũ khí - những yếu tố góp phần gây ra hai cuộc chiến tranh thế giới.
Đây là sự thực hiện một kế hoạch được phát triển bởi kinh tế gia Pháp Jean Monnet và được công bố bởi ngoại trưởng Pháp Robert Schuman từ năm 1950. Hoa Kỳ cũng ủng hộ mạnh mẽ cho sự thiết lập cộng đồng này.

## Lịch sử
Hiệp ước Paris có hiệu lực vào ngày 23 tháng 7 năm 1952, và không như hiệp ước thiết lập Cộng đồng châu Âu, nó chỉ có thời hạn kéo dài 50 năm mà thôi và ngưng tồn tại vào ngày 23 tháng 7 năm 2002. Trách nhiệm cũng như tài sản của nó được Cộng đồng châu Âu đảm trách (trừ quỹ nghiên cứu, xem phía dưới).
Thép đóng một vai trò quan trọng trong sản xuất vũ khí trong Chiến tranh thế giới thứ hai và là một nguồn tài nguyên cơ bản của các quốc gia Tây Âu. Mục đích chính vì vậy là một chương trình chung sản xuất và tiêu thụ than và thép sau chiến tranh. Chương trình này cũng có ý định là cho thấy sự hợp tác và hòa giải giữa Pháp và Đức vì hậu quả của chiến tranh. Có một sự mong mỏi liên kết các quốc gia lại bằng cách kiểm soát than và thép là hai thứ cơ bản dùng trong công nghệ chiến tranh.
Cộng đồng Than Thép châu Âu giới thiệu một thị trường than và thép chung tự do, với giá cả thị trường được ấn định tự do, và không có thuế xuất nhập khẩu và trợ giá. Tuy nhiên, một thời kỳ chuyển tiếp cho phép các nền kinh tế khác đạt đến tình trạng như vậy trong khoảng hơn một năm.
Một Thẩm quyền Cao cấp của Cộng đồng Than Thép châu Âu, bao gồm 9 thành viên, có văn phòng ở Luxembourg cho đến năm 1967. Ban đầu thẩm quyền này được lãnh đạo bởi nhà chủ trương chế độ liên bang cho châu Âu nổi tiếng người Pháp là Jean Monnet. Ông hy vọng rằng các cơ quan châu Âu như Cộng đồng Than Thép châu Âu sẽ dần dần thiết lập nên những tổ chức cao hơn quốc gia, trên chủ quyền của các quốc gia châu Âu cá biệt. Vào năm 1967, Thẩm quyền Cao cấp tham gia vào Ủy ban của Cộng đồng Kinh tế châu Âu (European Economic Community) và Cộng đồng Năng lượng Nguyên tử châu Âu (European Atomic Energy Community) để thiết lập một Ủy ban duy nhất đa mục đích. Cộng đồng Than Thép châu Âu cũng gồm có một hội đồng bộ trưởng, một đại hội đồng, và một tòa án phân xử.
Cộng đồng Than Thép châu Âu phục vụ như một nền tảng cho sự thiết lập Cộng đồng Kinh tế châu Âu sau này (sau đó được đổi tên thành Cộng đồng châu Âu qua Hiệp ước Maastricht), và rồi Liên minh châu Âu.
Không phải tất cả các hoạt động của Cộng đồng Than Thép châu Âu ngưng lại sau tháng 7 năm 2002. Quỹ Nghiên cứu về Than và Thép (Research Fund for Coal and Steel) tiếp tục tồn tại vì quỹ của nó được trích ra từ công nghiệp và không thể giao lại cho các quốc gia thành viên. Quỹ Nghiên cứu về Than và Thép được tài trợ bởi số vốn đầu tư là €1.6 tỉ, mà ban đầu được đánh thuế vào các công nghiệp than và thép châu Âu để tài trợ đào tạo, nghiên cứu và cải tổ. Việc đầu tư này cung ứng quỹ định kỳ khoảng €55-60 triệu một năm. Quỹ Nghiên cứu về Than và Thép và cách phân phát nó được điều hành bởi Đơn vị 5 thuộc Ban Giám đốc G thuộc Trung tâm Nghiên cứu DG. Sự triển khai Quỹ Nghiên cứu về Than và Thép được Ủy ban Than và Thép (Coal & Steel Committee) trông coi và thành viên của Ủy ban là các đại diện quốc gia. Theo quyết định của Hội đồng thì quỹ định kỳ được phân chia theo tỉ lệ 27.2% cho nghiên cứu về than và 72.8% cho thép.

### Bối cảnh chính trị
Sau Chiến tranh thế giới thứ hai dưới Kế hoạch Monnet, nước Pháp - có ý muốn chắc rằng Đức sẽ không bao giờ có sức mạnh để đe dọa họ - đã mưu toan giành kiểm soát kinh tế các khu vực công nghệ còn lại của Đức mà có nhiều trữ lượng khoáng sản và than lớn; Rhineland, vùng Ruhr và vùng Saar (Trung tâm khai khoáng và công nghệ lớn thứ hai của Đức là Thượng Silesia đã bị Đồng Minh giao cho Ba Lan chiếm giữ trong Hội nghị Potsdam và dân số Đức bị cưỡng bách ra đi). Mưu tính của Pháp giành quyền kiểm soát chính trị hoặc quốc tế hóa vĩnh viễn vùng Ruhr bị bãi bỏ vào năm 1951 với việc Tây Đức đồng ý gộp chung nguồn tài nguyên than và thép để đổi lấy việc kiểm soát chính trị hoàn toàn vùng Ruhr. Pháp hài lòng với việc an ninh kinh tế của mình được bảo đảm qua việc tiếp cận với nguồn than ở vùng Ruhr. Mưu toan của Pháp giành quyền kiểm soát kinh tế trên vùng Saar tạm thời càng thành công hơn.

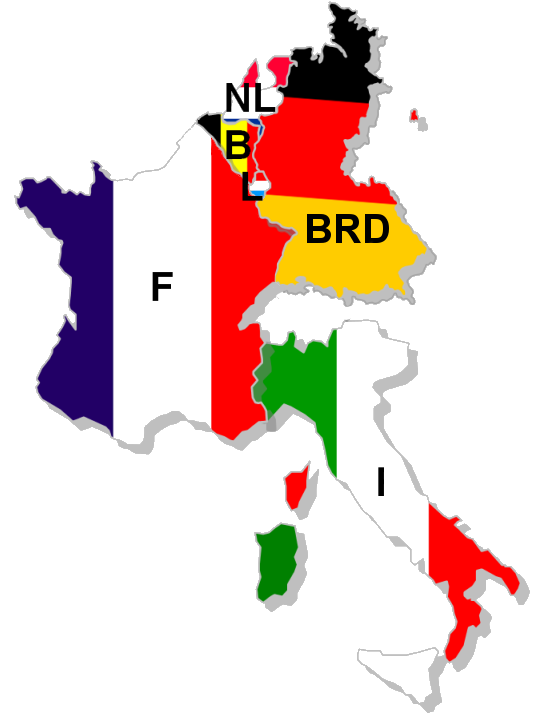
Thành viên của Cộng đồng Than Thép châu Âu

Trong một bài diễn văn có tựa đề Trình bày lại Chính sách đối với nước Đức, được tổ chức tại Stuttgart vào ngày 6 tháng 9 năm 1946, Ngoại trưởng Hoa Kỳ James F. Byrnes nói về động thái của Hoa Kỳ trong việc tách lìa vùng Saar khỏi Đức khi "Hoa Kỳ không cảm nhận rằng có thể từ chối với Pháp, nước đã từng bị Đức xâm lược 3 lần trong 70 năm, quyền tuyên bố chủ quyền đối với lãnh thổ Saar." Vùng Saar bị đặt dưới quyền quản trị của Pháp vào năm 1947 như là vùng đất bảo hộ, nhưng sau đó theo một cuộc trưng cầu dân ý đã được trở về với Đức vào tháng 1 năm 1957 và hội nhập với kinh tế Đức xảy ra ít năm sau đó.
Từ năm 1945 đến 1951 một chính sách giải giới trong công nghệ đã được ấn định tại Hội nghị Potsdam, được Đồng Minh theo đuổi tại Tây Đức. Như một phần của chính sách này, hạn chế được áp đặt trên mức sản xuất cho phép, và công nghệ nặng. Chủ yếu là các nhà máy thép và nhà máy sản xuất máy móc có thể góp phần vào tiềm năng kinh tế và chiến tranh bị tháo dở. Mặc dù không phải là một tham dự viên tại Hội nghị Potsdam nhưng với tư cách là thành viên của Hội đồng Kiểm soát của Đồng minh, Pháp trở thành tiên phong trong chính sách này vì họ muốn chắc chắn một nước Đức suy yếu. (xem thêm lá thư năm 1954 của Ngoại trưởng Vương quốc Anh Ernest Bevin gởi Ngoại trưởng Pháp Robert Schuman, thúc đẩy một cứu xét lại về chính sách tháo dỡ).
Xét thấy những mối quan tâm gia tăng bởi Tướng Lucius D. Clay và Tổng Tham mưu trưởng trước ảnh hưởng Cộng sản tại Đức cũng như sự thất bại của các nền kinh tế còn lại của châu Âu cố khôi phục lại nhưng không có cơ sở công nghệ của Đức mà nó từng lệ thuộc trước đây nên vào mùa hè năm 1947 Bộ trưởng Ngoại giao Tướng George Marshall nêu "lý do an ninh quốc gia" cuối cùng đã có thể thuyết phục được Tổng thống Harry S. Truman tháo bỏ chỉ thị chiếm đóng trừng phạt của Hoa Kỳ JCS 1067 và thay thế bằng chỉ thị JCS 1779. JCS 1067 đã chỉ thị lực lượng chiếm đóng Hoa Kỳ tại Đức "...không triển khai các bước hướng tới việc phục hồi kinh tế của Đức" được thay thế bởi JCS 1779 nhấn mạnh rằng "Một châu Âu thịnh vượng và trật tự cần sự đóng góp của một nước Đức sản xuất và ổn định."  Trong lúc đó, Hoa Kỳ cũng đi đến kết luận rằng Tây Đức cần được tái vũ trang một cách cẩn thận như là một nguồn lực trong chiến tranh lạnh. Ngày 31 tháng 8 năm 1954, Quốc hội Pháp đã bỏ phiếu hủy bỏ hiệp ước thành lập Cộng đồng Phòng thủ châu Âu, một hiệp ước mà chính họ đã đề nghị năm 1950 như là một công cụ kiềm giữ sự trỗi dậy của Đức. Hoa Kỳ là nước muốn tái vũ trang Tây Đức rất giận dữ trước thất bại của hiệp ước, nhưng Pháp nhận thấy rằng liên minh này không còn hứng thú lắm đối với họ.
Thay vào đó Pháp tập trung vào một hiệp ước khác đang trong vòng phát triển. Vào tháng 5 năm 1950, Pháp đề nghị sự liên hiệp Than và Thép, với mục đích bảo đảm an ninh kinh tế của Pháp bằng cách tiếp cận than vùng Ruhr của Đức nhưng lại có thể cho Hoa Kỳ và Vương quốc Anh thấy là Pháp có thể tìm được giải pháp xây dựng cũng như bình định Đức bằng cách biến Đức thành một phần trong một dự án quốc tế.
Đức dần dần được tái vũ trang nhưng dưới sự kiểm soát của Liên hiệp Tây Âu và sau đó là NATO.

## Các chủ tịch của Thẩm quyền Cao cấp

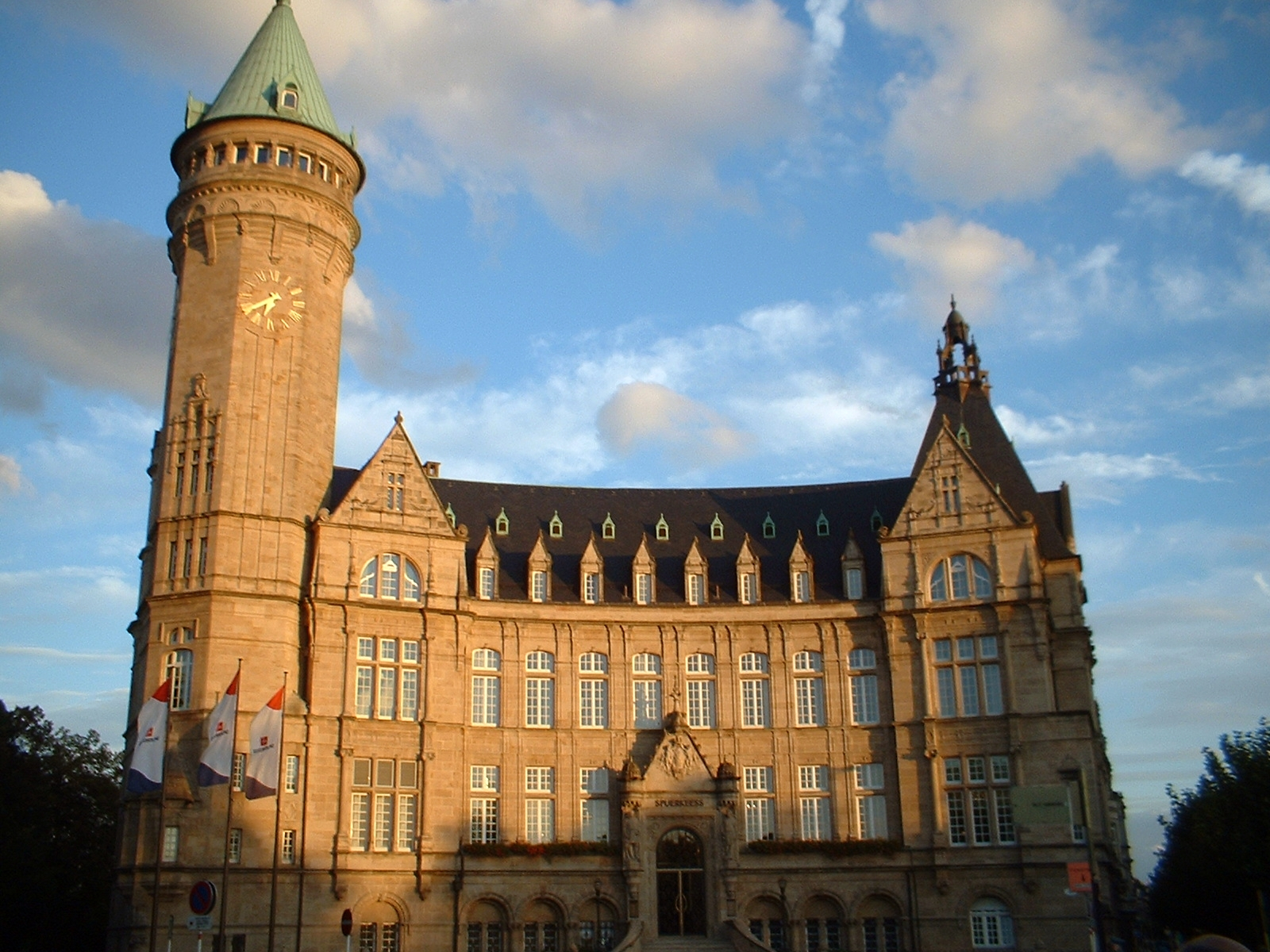
Tổng hành dinh của Thẩm quyền Cao cấp tại Luxembourg

Ban hành pháp gồm 9 thành viên được lãnh đạo bởi 5 Chủ tịch. Ngay trước khi Hiệp ước Sáp nhập năm 1967, có một chủ tịch lâm thời.
- Jean Monnet (Pháp) 1952-1955 - Thẩm quyền Monnet
- René Mayer (Pháp) 1955-1958 - Thẩm quyền Mayer
- Paul Finit (Bỉ) 1958-1959 - Thẩm quyền Finet
- Piero Malvestiti (Ý) 1959-1963 - Thẩm quyền Malvestiti
- Dino Del Bo (Ý) 1963-1967 - Thẩm quyền Del Bo
- Albert Coppé (Bỉ) lâm thời- Thẩm quyền Coppé

## Thời biểu
|                                                  |                                                         |                                 |                                                        |                        |                        |                       |
| 1951 có hiệu lực 1948                            | 1957 có hiệu lực 1958                                   | 1965 có hiệu lực 1967           | 1992 có hiệu lực 1993                                  | 1997 có hiệu lực 1999  | 2001 có hiệu lực 2003  | 2007 có hiệu lực 2009 |
| Cộng đồng Than Thép châu Âu (ECSC)               |                                                         |                                 |                                                        |                        |                        |                       |
|                                                  | Cộng đồng Kinh tế châu Âu (EEC)                         | Cộng đồng Kinh tế châu Âu (EEC) | Cộng đồng châu Âu (EC)                                 | Cộng đồng châu Âu (EC) | Cộng đồng châu Âu (EC) |                       |
|                                                  | ...Các Cộng đồng châu Âu: ECSC, EEC (EC, 1993), Euratom | Tư pháp & Nội vụ                |                                                        |                        |                        |                       |
| Hợp tác tư pháp và cảnh sát về tội phạm (PJCC)   | ...Các Cộng đồng châu Âu: ECSC, EEC (EC, 1993), Euratom | Tư pháp & Nội vụ                |                                                        |                        |                        |                       |
| Chính sách an ninh và đối ngoại chung (CFSP)     | ...Các Cộng đồng châu Âu: ECSC, EEC (EC, 1993), Euratom |                                 |                                                        |                        |                        |                       |
| LIÊN MINH CHÂU ÂU(EU)                            | ...Các Cộng đồng châu Âu: ECSC, EEC (EC, 1993), Euratom |                                 |                                                        |                        |                        |                       |
| Cộng đồng Năng lượng nguyên tử châu Âu (Euratom) |                                                         |                                 |                                                        |                        |                        |                       |
| Hiệp ước Paris                                   | Hiệp ước Roma                                           | Hiệp ước Sáp nhập               | Hiệp ước Maastricht                                    | Hiệp ước Amsterdam     | Hiệp ước Nice          | Hiệp ước Lisbon       |
| Hiệp ước Paris                                   | Hiệp ước Roma                                           | Hiệp ước Sáp nhập               | "Ba trụ cột" - ECS (ECSC, EEC/EC, Euratom), CFSP, PJCC |                        |                        | Hiệp ước Lisbon       |